# فرودگاه کوکا کیوسی
فرودگاه کوکا کیوسی  (به انگلیسی: Kuqa Qiuci Airport) یک فرودگاه همگانی با کد یاتا KCA است . این فرودگاه در کشور جمهوری خلق چین قرار دارد و در ارتفاع ۱۰۷۴ متری از سطح دریا واقع شده است.

## شرکت‌های هواپیمایی و مقصدهای پروازی
| شرکت‌های هواپیمایی   | مقصدهای پروازی |
| ------------------- | -------------- |
| هواپیمایی جنوبی چین | اورومچی دیووپو |
| تیانجین ایرلاینز    | اورومچی دیووپو |